# Puerta del Ángel
Puerta del Ángel és un barri de Madrid integrat en el districte de Latina. Té una superfície de 137,53 hectàrees i una població de 45.938 habitants (2009). Limita al nord amb Casa de Campo, a l'oest amb Lucero, a l'est amb Imperial (Arganzuela) i al sud amb Los Cármenes. Està delimitat al sud pel carrer Sepúlveda, a l'est pel riu Manzanares, al nord per l'Avinguda de Portugal, i a l'oest per La Huerta de Castañeda.

## Orígens
El Barri de Puerta del Ángel, per la seva localització extramurs de la ciutat i l'absència de mitjans de transport, es reduïa durant la primera meitat del segle xix a unes quantes cases situades en l'actual passeig d'Extremadura, res més es creuava el Puente de Segovia.
Constitueix un dels terrenys més propers a Madrid i al seu torn un dels menys poblats malgrat aquesta ubicació. La Casa de Campo, els rierols que travessen aquests terrenys; rierol Luche i rierol Jesuitas, la Quinta del Sordo, la seva situació a l'altre costat del riu Manzanares i l'esmentada absència de transports mantenen el territori pràcticament sense construir.
En el plànol de Madrid de 1880 es poden veure els pocs carrers que el barri té; el carrer de Doña Elvira (actualment Antonio Zamora), el carrer de donya Urraca i una mica més cap a l'Oest el carrer de Santa Ursula. La resta, fora del Parador de la Sierra situat en la glorieta del Pont de Segòvia, ho constitueixen principalment teixidors, indústries menors, hortes i camins.
Pocs anys més tard, en 1882, Fernando María de Castro rep l'encàrrec de dissenyar i construir una estació de ferrocarril per connectar Madrid amb els pobles de la zona Oest; Navalcarnero i Almorox com a punts clau, en els terrenys que ocupava la ja esmentada Cinquena de Goya, que és derrocada, i la inauguració de la qual es produeix l'any següent 1883. L'estació pren el nom d'Estació de Goya en honor del lloc en el qual està enclavada.
La Reina María Cristina funda l'any 1892 un Asil per a nens en els voltants de la plaça de Puerta del Ángel.
Aquesta falta d'edificacions, en un terreny sens dubte edificable i proper a la capital, és la que fa que a partir del pla de l'eixample de Madrid de Carlos María de Castro el, conegut fins llavors, com a raval del Pont de Segòvia comenci a prendre forma sobre els terrenys que anteriorment havien estat propietat de Segundo Colmenares i es configura com un conjunt d'habitatges disposats en 5 carrers paral·lels a la coneguda com a carretera d'Extremadura i que, en adreça sud des d'aquesta última, són: Antonio Zamora, doña Urraca, doñya Berenguela, Cardenal Mendoza i Juan Tornero. En sentit Oest els carrers que donen forma a la quadricula són 6: el camí de San Isidro (actual carrer de Saavedra Fajardo), carrer de Laín Calvo, carrer Caramuel, carrer Antillón, carrer Jaime Vera i carrer Santa Úrsula.

## De 1900 a 1939
En els Plànols de Madrid el barri aquesta denominat com a “Barri de Puerta del Ángel” i fins i tot com “Colmenares” a causa de l'anterior propietari de la major part del terreny que s'ha edificat.
Un dels edificis més notables de començaments del segle XX és l'església de Santa Cristina construïda entre 1904 i 1906 per Enrique María Repullés y Vargas en la plaça de Puerta del Ángel, aproximadament en els terrenys en els quals va estar enclavada l'ermita de la Porta de l'Ángel. Va constituir la parròquia per a gran part dels veïns dels actuals barris de Puerta del Ángel i Estrella fins a la construcció de la parròquia de Nuestra Señora del Rosario en els anys 50 i 60 i les parròquies de Santa Beatriz i Cristo Resuscitado en els 70.
Seguint en major o menor mesurada el model donat per al raval del Pont de Segòvia, es van poblant les dos marges del passeig d'Extremadura. Especialment la corresponent al costat Sud d'aquest, a causa que la Casa de Campo suposa un fre al desenvolupament urbanístic cap al nord del barri.
El tramvia allarga la seva ruta des de la plaça Mayor fins a la plaça de Porta de l'Ángel sota la denominació línia 35.
Dels anys 20 als anys 30 es construeix la colònia per a ferroviaris del carrer Clement Fernández, seguint clarament el model de ciutat lineal d'Arturo Soria la formen els coneguts al barri com “hotelitos”.
Es construeix un mercat municipal l'any 1932 el mercat Tirso de Molina a la plaça Huarte de San Juan, lloc on es desenvolupava l'antic mercat.
Des de 1936 a 1939 el desenvolupament del barri queda paralitzat i fins i tot sofreix una reculada a causa de la destrucció de nombrosos habitatges donat el seu caràcter de “front de guerra”. El conegut com a “vèrtex Paquillo” travessa el barri des de la Casa de Campo a l'altura de l'alt d'Extremadura i baixa cap al carrer Huerta de Castañeda fins a unir-se amb el “vèrtex Basurero” al districte d'Usera. La major part de la població fugí a refugiar-se en el centre de la ciutat i solament tornà a veure què existeix encara de les seves cases en finalitzar la guerra.

## Les dècades de postguerra. Els anys 40 i 50
El barri, com la resta de Madrid, es dedica inicialment a la reconstrucció del destruït durant la Guerra Civil i amb posterioritat al desenvolupament cap a nous nuclis urbans. Ja no són solament els marges del passeig d'Extremadura els construïts, els terrenys adjacents comencen a poblar-se donat, entre altres factors, el seu menor preu. D'aquesta manera es desenvolupen i poblen La Solana i Huerta de Castañeda sobre solars pertanyents a múltiples propietaris i que donen lloc a construccions heterogènies pel que fa a planificació i planejament i on cada casa segueix els gustos constructius del promotor.
La iniciativa publica, a partir del que es disposa per la Junta de Reconstrucció de Madrid i del Pla Bidagor dels anys 40, pren part activa en la reconstrucció i comença a adquirir solars per a la seva edificació posterior i l'allotjament de col·lectius concrets. D'aquesta manera sorgeixen els dos bloc construïts per Regions Desvastades (Regions) i es construeixen i amplien les colònies de Molino de Viento, Cerro Bermejo i los Olivares.
El pla d'ordenació urbana de 1952, en desenvolupament del pla general de 1946, senti les bases per a tot el desenvolupament posterior del barri. L'avinguda de Portugal, inexistent fins llavors comença a construir-se, restant-li terreny a la Casa de Campo, per alliberar de trafico al passeig d'Extremadura. Això possibilita la construcció d'habitatges, amb un caràcter més residencial i destinades a població amb major poder adquisitiu, ja que el seu preu és sensiblement major, entre aquest últim carrer i la nova via. La proximitat de la Casa de Campo i, per tant, la impossibilitat de construcció més al Nord, la seva proximitat a la via principal del barri, el Passeig d'Extremadura, amb accés al comerç i els transports expliquen aquesta diferència de preu.
Es creen, igualment sota iniciativa publica, les Colònies Patriarca Eijo Garay, Mariano Lanuza, Juan Tornero i José Antonio Girón seguint, pràcticament, els mateixos patrons constructius per totes elles. Es tracta, especialment en la colònia Juan Tornero, d'habitatges d'una superfície escassa i amb unes qualitats constructives de mitjana a baixa que han obligat a la Comunitat Autònoma de Madrid al seu replanteig i remodelació a la fi dels anys 90 i principi del nou segle incorporant estades i, per tant, ampliant els metres quadrats habitables.

## Dels anys 60 als inicis del segle XXI
La construcció sota iniciativa publica cedeix el lloc a la iniciativa privada subvencionada. Multitud de blocs de cases encara mostren sobre el seu portal la xapa de l'Institut Nacional de l'Habitatge amb el jou i les fletxes que formava part de la simbologia del moment. Els promotors privats es llancen a l'aventura de forma massiva i el barri augmenta la seva població de forma considerable.
El desenvolupament urbanístic ve de la mà del pla general d'ordenació urbana de l'any 1963. La qualitat dels habitatges és major i els equipaments (Col·legis, comerços, zones verdes, transport, etc.) són al seu torn majors que en les dècades precedents. Les originàries línies de tramvia de l'Empresa Municipal de Transports, passen a ser operades per autobusos i la línia 31, que substitueixi a l'antiga línia 36 no canvia el recorregut i segueix pujant fins a l'alt d'Extremadura, com a pas previ a la seva prolongació al barri Estrella en un primer moment i dècades més tard fins a Aluche. Igualment els tramvies són substituïts per autobusos en la línia 39 que va des de l'estació del Nord fins a Cuatro Vientos.
Els plans parcials de desenvolupament per a la zona, permeten, al contrari que la normativa anterior, l'edificació en una major altura i com a resultat es construeixen els edificis Estoril i Lisboa. En 1970 l'estació de ferrocarril de Goya deixa de prestar els seus serveis i la línia de tren a Almorox deixa de funcionar. Això propicia la venda dels terrenys i la construcció de blocs de cases de fins a 10 altures en la carrer Pablo Casals que es crea en aquest moment i que es coneixen com a urbanització Quinta de Goya. Es construeixen al seu torn, en moments diferents, les dues torres militars de la glorieta del Pont de Segòvia. Els habitatges de la Colònia del Carmen es desmantellen i construeix en el seu lloc blocs similars als de l'esmentada quinta.
Un dels vells anhels del barri es conclou. La línia 6 del metro de Madrid completa el seu cercle i posa a la disposició del barri dues estacions; alt d'Extremadura i Puerta del Ángel que connecten el barri amb la resta de la xarxa del metropolità.
En els primers anys del segle XXI en l'avinguda de Portugal oberta en la dècada dels 50 se suprimeix la circulació a nivell de carrer gràcies al túnel que absorbeix el tràfic de forma subterrània dins dels plans de millora del transito rodat que duu a terme l'ajuntament de Madrid de forma simultaneja a la reforma de la M-30. Un bulevard amb dues calçades auxiliars, cirerers de diferents espècies i època de floració i un paviment instal·lat per obrers portuguesos substitueixen a les calçades existents des de l'entrada principal de la Fira del Camp fins a la seva unió amb el riu Manzanares aportant al barri un nou espai verd. La línia fronterera amb el veí districte de Moncloa-Aravaca canvia la seva fisonomia i en les vistes aèries de la zona s'aprecia clarament el nou traçat verd de la plantació efectuada.

## Transport públic
Autobús
- Autobusos: EMT Línies 31, 33, 36, 39, 65.
- Autobusos de l'EMT nocturns: N18, N19
- Autobusos Prisei "La camioneta" Los Cármenes-plaza de Isabel II (Línia 500)

Metro
- Metro: la línia 6 de metro (). Estacions d'Alto Extremadura, i Puerta del Ángel